# Mikrotiterplatte

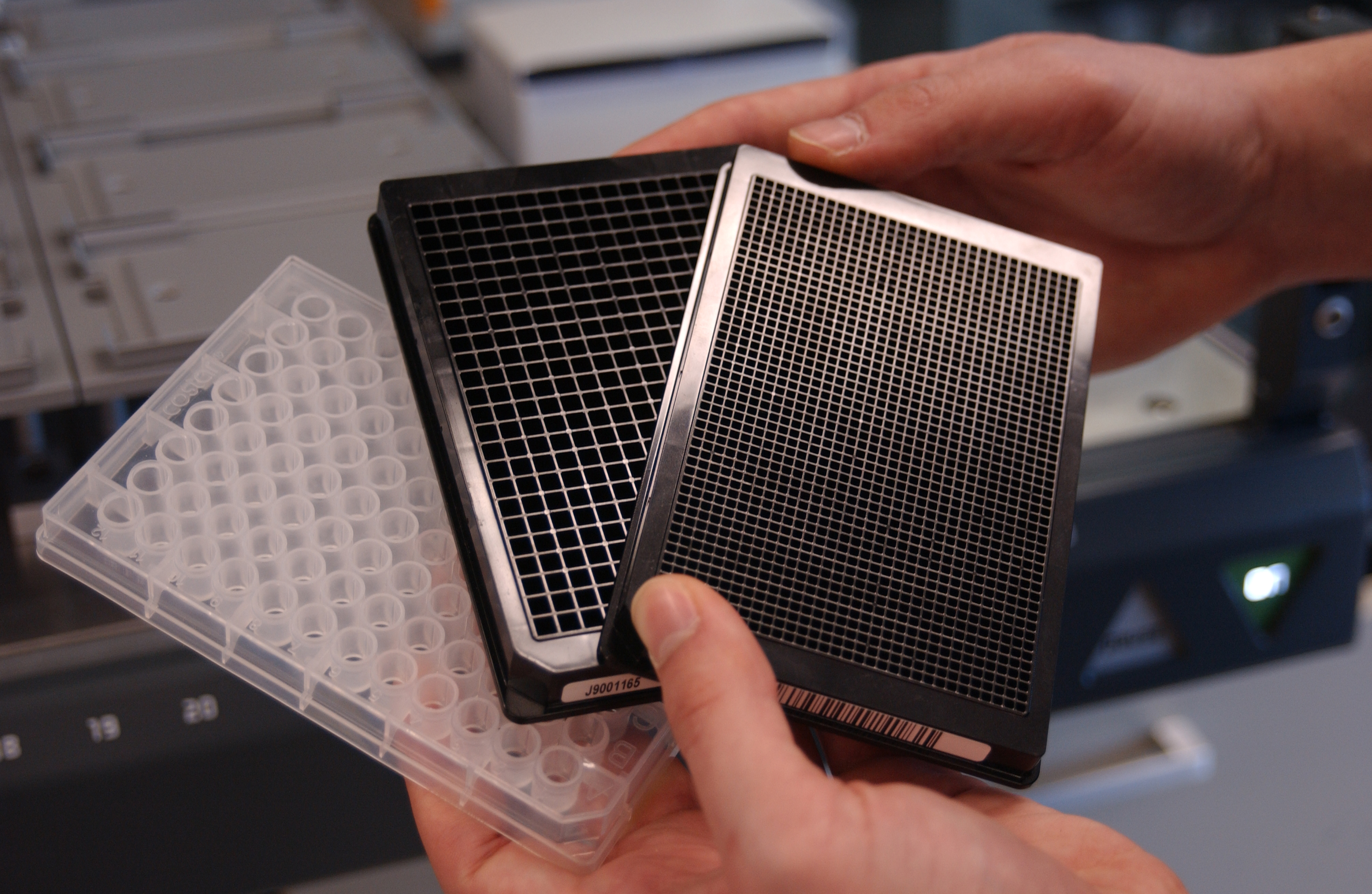
Mikrotiterplatten mit 96, 384 und 1536 Wells

Eine Mikrotiterplatte (englisch microwell plate, von englisch well für ‚Schacht‘) ist ein Laborgerät zur Untersuchung von biologischen Eigenschaften, zum Beispiel der Absorptionsmessung in Photometern oder beim Hochdurchsatz-Screening (HTS (High-Throughput Screening), Hochdurchsatzprüfung) in der Pharma- und Pflanzenschutzforschung.

## Aufbau
Die meist rechteckigen Mikrotiterplatten bestehen meist aus Kunststoff (in der Regel Polystyrol, manchmal auch Polyvinylchlorid), für sehr spezielle Anwendungen auch aus Glas. Sie enthalten viele voneinander isolierte Mulden bzw. Näpfchen (Kavitäten, englisch wells) in Reihen und Spalten. Die genauen Abmessungen (Länge×Breite×Höhe) betragen gemäß ANSI-Standard auf Empfehlung der Society for Biomolecular Screening (SBS) 127,76 mm × 85,48 mm × 14,35 mm.
Es gibt eine Vielzahl an Formaten, alle auf der gleichen Grundfläche und zum Teil variabler Höhe:
| Näpfchen | Näpfchen | Füllvolumen (µl) | Füllvolumen (µl)               |
| Anzahl   | Matrix   | Füllvolumen (µl) | Füllvolumen (µl)               |
| -------- | -------- | ---------------- | ------------------------------ |
| 0006     | 02×3     | 2000…5000        | 2000…5000                      |
| 0012     | 03×4     | 2000…4000        | 2000…4000                      |
| 0024     | 04×6     | 0500…3000        | 0500…3000                      |
| 0048     | 06×8     | 0500…1500        | 0500…1500                      |
| 0096     | 08×12    | 0100…300         | 0100…300                       |
| 0384     | 16×24    | 0030…100         | 0030…100                       |
| 1536     | 32×48    | 0005…15          | Verwendung im UHTS (Ultra HTS) |
| 3456     | 48×72    | 0001…5           | Verwendung im UHTS (Ultra HTS) |

24-Well-Titerplatte

48-Well-Titerplatte

Die Näpfchen sind in verschiedenen Formen verfügbar: F-Boden (Flachboden), C-Boden (Flachboden mit minimal abgerundeten Ecken), V-Boden (konisch zulaufender Boden) und U-Boden (U-förmige Vertiefung).
Die Normung erfolgt bisher durch die Society for Biomolecular Sciences als ANSI Standards (ANSI/SBS 1-2004, ANSI/SBS 2-2004, ANSI/SBS 3-2004, ANSI/SBS 4-2004) und sind hier einsehbar.
Mikrotiterplatten können mit eigens dafür hergestellten Waschgeräten gereinigt und sterilisiert werden.

## Verwendung
Mikrotiterplatten werden für die unterschiedlichsten mikrobiologischen Arbeitsgänge eingesetzt. Typische Einsatzbereiche sind die Zellzüchtung oder das Screening technischer Bioreaktionen. Durch die große Anzahl der Kavitäten und der Verwendung gleicher Typen eignen sich Mikrotiterplatten für die Kultivierung und für Tests mit großer Probenanzahl.
Die Befüllung geschieht manuell üblicherweise mit Mehrkanalpipetten, im Hochdurchsatz meistens mit Pipettierrobotern. Für das Auslesen der Messergebnisse ist eine Vielzahl an Geräten (Plate Reader) verfügbar, die auf bestimmte chemische oder physikalische Veränderungen spezialisiert sind. So ist es möglich in kurzer Zeit eine große Anzahl (> 100.000) verschiedener Substanzen auf eine gewünschte biologische Aktivität zu prüfen.